# Deborah Levy
Deborah Levy (Johannesburg, 6 agosto 1959) è una scrittrice, poetessa e drammaturga britannica.

## Biografia
Nata a Johannesburg nel 1959, la sua infanzia è stata segnata dall'arresto e successiva detenzione dal 1964 al 1968 del padre Norman Levy, attivista politico anti-apartheid membro del Congresso Nazionale Africano.
Trasferitasi con la famiglia in Inghilterra nel 1969, ha studiato teatro al Dartington College of Arts e dal 1989 al 1991 è stata borsista al Trinity College di Cambridge.
Dopo gli inizi teatrali con il dramma Pax commissionato nel 1984, ha iniziato a scrivere romanzi e racconti sul finire degli anni '80, ma ha ottenuto attenzione internazionale solo nel 2011 con il romanzo A nuoto verso casa.
Finalista in tre occasioni al Booker Prize, nel 2020 è stata insignita del Prix Femina Étranger per i saggi Le Coût de la vie e Ce que je ne veux pas savoir.
Nominata membra della Royal Society of Literature nel 2017, i suoi romanzi sono stati tradotti in 14 lingue.

## Opere (parziale)

### Romanzi
- Beautiful Mutants (1989)
- Swallowing Geography (1993)
- The Unloved (1994)
- Billy and Girl (1996)
- Diary of a Steak (1997)
- A nuoto verso casa (Swimming Home, 2011), Milano, Garzanti, 2014 traduzione di Stefania Cherchi ISBN 978-88-11-68498-5.
- Come l'acqua che spezza la polvere (Hot Milk, 2016), Milano, Garzanti, 2018 traduzione di Stefania Cherchi ISBN 978-88-11-67649-2.
- L'uomo che aveva visto tutto (The Man Who Saw Everything, 2019), Milano, Enne Enne, 2022 traduzione di Gioia Guerzoni ISBN 9791280284358.
- Agosto Blu (August Blue, 2023), Milano, Enne Enne, 2025 traduzione di Gioia Guerzoni ISBN 9791255750864.

### Raccolte di racconti
- Ophelia and The Great Idea (1989)
- Pillow Talk in Europe and Other Places (2003)
- Black Vodka (2012)

### Saggi
- Cose che non voglio sapere (Things I Don't Want to Know, 2014), Milano, Enne Enne, 2024 traduzione di Gioia Guerzoni ISBN 9791255750208.
- Il costo della vita (The Cost of Living: A Working Autobiography, 2018), Milano, Enne Enne, 2024 traduzione di Gioia Guerzoni ISBN 9791255750291.
- Bene immobile (Real Estate, 2021), Milano, Enne Enne, 2024 traduzione di Gioia Guerzoni ISBN 9791255750437.

### Raccolte di poesie
- An Amorous Discourse In the Suburbs of Hell (1990)

### Teatro
- Pax (1984)
- Clam (1985)
- Heresies (1986)
- Our Lady (1986)
- Eva And Moses (1987)
- Heresies & Eva and Moses: two plays (1987)
- The B File (1992)
- Blood Wedding (1992)
- Call Blue Jane (1992)
- Walks on Water (1992)
- Shiny Nylon (1994)
- Macbeth – False Memory (2000)
- Plays 1 (2000)

## Premi e riconoscimenti
Booker Prize
- 2012 nella shortlist con A nuoto verso casa
- 2016 nella shortlist con Come l'acqua che spezza la polvere
- 2019 nella longlist con L'uomo che aveva visto tutto

Prix Femina Étranger
- 2020 vincitrice con Le Coût de la vie e Ce que je ne veux pas savoir